# Hræsvælg
I nordisk mytologi er Hræsvælg (Ræsvelg) en jætte i form af verdens største ørn. Den bor mod nordøst og danner ifølge Vafþruðnismál vindene og bølgerne med sine store vingeslag. Hræsvælg betyder ligsluger.
| Nordisk mytologi | Spire Denne artikel om nordisk religion og mytologi er en spire som bør udbygges. Du er velkommen til at hjælpe Wikipedia ved at udvide den. |